# Italia Annonaria
L'Italia annonaria fu un vicariato dell'Impero romano istituito da Costantino I (306-337), con capoluogo Mediolanum (Milano).

## Descrizione
Sotto Costantino I, la dioecesis Italiciana fu suddivisa in due partizioni amministrative, o vicariati, ognuna governata da un vicarius: l'Italia Suburbicaria e l'Italia Annonaria. In realtà le fonti dell'epoca, come il Laterculus Veronensis e la Notitia Dignitatum, attestano che de jure l'Italia continuava ad essere suddivisa in una sola diocesi, la dioecesis Italiciana, a sua volta suddivisa in due vicariati. Comunque, essendo Italia Annonaria e Italia Suburbicaria rette ognuna da un vicarius (la massima autorità civile di una diocesi), esse sono spesso dette impropriamente diocesi in quanto de facto lo erano pur non essendolo de jure.
Il vicariato dell'Italia Annonaria comprendeva la parte settentrionale della penisola italiana, la Rezia e le Alpi Cozie. La linea di demarcazione tra Italia Suburbicaria e Italia Annonaria fu posta in corrispondenza dei fiumi Arno ed Esino. Gli abitanti avevano l'obbligo di fornire alla corte, all'amministrazione e alle truppe, stanziati dapprima a Milano e poi a Ravenna, vettovaglie, vino e legname.
La massima autorità civile era il vicarius Italiae, residente a Milano. L'Italia Annonaria era suddivisa nelle seguenti province:
| Italia Annonaria sotto Costantino |
| --------------------------------- |

1. Venetia et Histria, retta da un corrector.
2. Aemilia et Liguria, retta da un corrector.
3. Flaminia et Picenum, retta da un corrector.
4. Raetia, retta da un praeses.
5. Alpes Cottiae, retta da un praeses.

| Italia Annonaria sotto Teodosio |
| ------------------------------- |

1. Venetia et Histria, retta da un consularis.
2. Liguria[7], retta da un consularis.
3. Aemilia, retta da un consularis.
4. Flaminia et Picenum Annonarium, retta da un consularis.
5. Raetia Prima, retta da un praeses.
6. Raetia Secunda, retta da un praeses.
7. Alpes Cottiae, retta da un praeses.

Il vicariato sembra essere sopravvissuto anche alla caduta dell'Impero romano d'Occidente, perché il vicarius Italiae (come agens vices, ovvero viceprefetto) è ancora attestato in fonti dell'epoca a Genova a fine VI secolo. Evidentemente, come ha sostenuto Diehl in passato, il vicarius dell'Italia annonaria, inizialmente residente a Milano, dopo la conquista longobarda (569) si rifugiò a Genova. In ogni modo, a causa della militarizzazione dell'Italia bizantina, riorganizzata in esarcato (Esarcato d'Italia) in seguito all'invasione longobarda, e delle conquiste dei Longobardi, il vicarius perse molta della sua precedente autorità occupandosi solamente della gestione delle finanze. Probabilmente il vicarius Italiae scomparve con la conquista longobarda della Liguria ad opera di Rotari (643) o poco tempo prima.